# Gran Premio di superbike d'Aragona 2011
Il Gran Premio di superbike d'Aragona 2011 è la settima prova del mondiale superbike 2011, nello stesso fine settimana si corre il sesto gran premio stagionale del mondiale supersport 2011 e il quarto della Superstock 1000 FIM Cup. Ha registrato nelle due gare di Superbike rispettivamente le vittorie di Marco Melandri e Max Biaggi, di Chaz Davies in Supersport e di Davide Giugliano in Superstock.

## Superbike

### Gara 1

#### Arrivati al traguardo
| Pos. | Nº  | Pilota           | Squadra                  | Motocicletta         | Giri | Tempo     | Griglia | Punti |
| ---- | --- | ---------------- | ------------------------ | -------------------- | ---- | --------- | ------- | ----- |
| 1º   | 33  | Marco Melandri   | Yamaha World Superbike   | Yamaha YZF R1        | 20   | 40:01.968 | 1º      | 25    |
| 2º   | 1   | Max Biaggi       | Aprilia Alitalia Racing  | Aprilia RSV4 Factory | 20   | +1.572    | 2º      | 20    |
| 3º   | 2   | Leon Camier      | Aprilia Alitalia Racing  | Aprilia RSV4 Factory | 20   | +2.432    | 3º      | 16    |
| 4º   | 58  | Eugene Laverty   | Yamaha World Superbike   | Yamaha YZF R1        | 20   | +10.799   | 6º      | 13    |
| 5º   | 66  | Tom Sykes        | Kawasaki Racing          | Kawasaki ZX-10R      | 20   | +10.847   | 5º      | 11    |
| 6º   | 41  | Noriyuki Haga    | PATA Racing Team Aprilia | Aprilia RSV4 Factory | 20   | +11.931   | 9º      | 10    |
| 7º   | 17  | Joan Lascorz     | Kawasaki Racing          | Kawasaki ZX-10R      | 20   | +12.591   | 7º      | 9     |
| 8º   | 86  | Ayrton Badovini  | BMW Motorrad Italia      | BMW S1000 RR         | 20   | +16.954   | 8º      | 8     |
| 9º   | 91  | Leon Haslam      | BMW Motorrad Motorsport  | BMW S1000 RR         | 20   | +24.205   | 14º     | 7     |
| 10º  | 11  | Troy Corser      | BMW Motorrad Motorsport  | BMW S1000 RR         | 20   | +24.694   | 16º     | 6     |
| 11º  | 50  | Sylvain Guintoli | Effenbert-Liberty Racing | Ducati 1098R         | 20   | +24.731   | 10º     | 5     |
| 12º  | 77  | Chris Vermeulen  | Kawasaki Racing          | Kawasaki ZX-10R      | 20   | +30.407   | 18º     | 4     |
| 13º  | 121 | Maxime Berger    | Supersonic Racing        | Ducati 1098R         | 20   | +34.107   | 15º     | 3     |
| 14º  | 44  | Roberto Rolfo    | Team Pedercini           | Kawasaki ZX-10R      | 20   | +37.233   | 19º     | 2     |
| 15º  | 8   | Mark Aitchison   | Team Pedercini           | Kawasaki ZX-10R      | 20   | +43.004   | 12º     | 1     |
| 16º  | 111 | Rubén Xaus       | Castrol Honda            | Honda CBR1000RR      | 17   | +3 giri   | 17º     |       |

#### Ritirati
| Nº | Pilota          | Squadra                  | Motocicletta     | Giri | Griglia |
| -- | --------------- | ------------------------ | ---------------- | ---- | ------- |
| 84 | Michel Fabrizio | Suzuki Alstare           | Suzuki GSX-R1000 | 9    | 11º     |
| 7  | Carlos Checa    | Althea Racing            | Ducati 1098R     | 7    | 4º      |
| 96 | Jakub Smrž      | Effenbert-Liberty Racing | Ducati 1098R     | 5    | 13º     |
| 57 | Lorenzo Lanzi   | BMW Motorrad Italia      | BMW S1000 RR     | 2    | 20º     |

### Gara 2

#### Arrivati al traguardo
| Pos. | Nº | Pilota           | Squadra                  | Motocicletta         | Giri | Tempo     | Griglia | Punti |
| ---- | -- | ---------------- | ------------------------ | -------------------- | ---- | --------- | ------- | ----- |
| 1º   | 1  | Max Biaggi       | Aprilia Alitalia Racing  | Aprilia RSV4 Factory | 20   | 40:04.407 | 2º      | 25    |
| 2º   | 33 | Marco Melandri   | Yamaha World Superbike   | Yamaha YZF R1        | 20   | +4.809    | 1º      | 20    |
| 3º   | 7  | Carlos Checa     | Althea Racing            | Ducati 1098R         | 20   | +6.944    | 4º      | 16    |
| 4º   | 84 | Michel Fabrizio  | Suzuki Alstare           | Suzuki GSX-R1000     | 20   | +9.001    | 11º     | 13    |
| 5º   | 17 | Joan Lascorz     | Kawasaki Racing          | Kawasaki ZX-10R      | 20   | +11.562   | 7º      | 11    |
| 6º   | 58 | Eugene Laverty   | Yamaha World Superbike   | Yamaha YZF R1        | 20   | +14.288   | 6º      | 10    |
| 7º   | 41 | Noriyuki Haga    | PATA Racing Team Aprilia | Aprilia RSV4 Factory | 20   | +15.138   | 9º      | 9     |
| 8º   | 2  | Leon Camier      | Aprilia Alitalia Racing  | Aprilia RSV4 Factory | 20   | +17.660   | 3º      | 8     |
| 9º   | 91 | Leon Haslam      | BMW Motorrad Motorsport  | BMW S1000 RR         | 20   | +24.184   | 14º     | 7     |
| 10º  | 86 | Ayrton Badovini  | BMW Motorrad Italia      | BMW S1000 RR         | 20   | +24.676   | 8º      | 6     |
| 11º  | 50 | Sylvain Guintoli | Effenbert-Liberty Racing | Ducati 1098R         | 20   | +29.300   | 10º     | 5     |
| 12º  | 8  | Mark Aitchison   | Team Pedercini           | Kawasaki ZX-10R      | 20   | +33.163   | 12º     | 4     |
| 13º  | 44 | Roberto Rolfo    | Team Pedercini           | Kawasaki ZX-10R      | 20   | +38.080   | 19º     | 3     |
| 14º  | 77 | Chris Vermeulen  | Kawasaki Racing          | Kawasaki ZX-10R      | 20   | +49.042   | 18º     | 2     |
| 15º  | 57 | Lorenzo Lanzi    | BMW Motorrad Italia      | BMW S1000 RR         | 20   | +53.156   | 20º     | 1     |

#### Ritirati
| Nº  | Pilota        | Squadra                  | Motocicletta    | Giri | Griglia |
| --- | ------------- | ------------------------ | --------------- | ---- | ------- |
| 111 | Rubén Xaus    | Castrol Honda            | Honda CBR1000RR | 10   | 17º     |
| 66  | Tom Sykes     | Kawasaki Racing          | Kawasaki ZX-10R | 6    | 5º      |
| 96  | Jakub Smrž    | Effenbert-Liberty Racing | Ducati 1098R    | 4    | 13º     |
| 121 | Maxime Berger | Supersonic Racing        | Ducati 1098R    | 0    | 15º     |
| 11  | Troy Corser   | BMW Motorrad Motorsport  | BMW S1000 RR    | 0    | 16º     |

## Supersport

### Arrivati al traguardo
| Pos. | Nº  | Pilota            | Squadra                  | Motocicletta        | Giri | Tempo     | Griglia | Punti |
| ---- | --- | ----------------- | ------------------------ | ------------------- | ---- | --------- | ------- | ----- |
| 1º   | 7   | Chaz Davies       | Yamaha ParkinGO          | Yamaha YZF R6       | 18   | 37:06.751 | 4º      | 25    |
| 2º   | 11  | Sam Lowes         | Parkalgar Honda          | Honda CBR600RR      | 18   | +0.564    | 3º      | 20    |
| 3º   | 44  | David Salom       | Kawasaki Motocard.com    | Kawasaki ZX-6R      | 18   | +4.645    | 2º      | 16    |
| 4º   | 55  | Massimo Roccoli   | Lorenzini by Leoni       | Kawasaki ZX-6R      | 18   | +10.984   | 6º      | 13    |
| 5º   | 22  | Roberto Tamburini | Bike Service R.T.        | Yamaha YZF R6       | 18   | +23.792   | 10º     | 11    |
| 6º   | 4   | Gino Rea          | Step Racing              | Honda CBR600RR      | 18   | +24.009   | 12º     | 10    |
| 7º   | 99  | Fabien Foret      | Hannspree Ten Kate Honda | Honda CBR600RR      | 18   | +24.297   | 7º      | 9     |
| 8º   | 127 | Robbin Harms      | Harms Benjan Racing      | Honda CBR600RR      | 18   | +33.850   | 9º      | 8     |
| 9º   | 117 | Miguel Praia      | Parkalgar Honda          | Honda CBR600RR      | 18   | +42.657   | 15º     | 7     |
| 10º  | 21  | Florian Marino    | Hannspree Ten Kate Honda | Honda CBR600RR      | 18   | +42.658   | 11º     | 6     |
| 11º  | 60  | Vladimir Ivanov   | Step Racing              | Honda CBR600RR      | 18   | +56.947   | 17º     | 5     |
| 12º  | 38  | Balázs Németh     | Hungary Toth             | Honda CBR600RR      | 18   | +1:02.633 | 24º     | 4     |
| 13º  | 28  | Paweł Szkopek     | Bogdanka PTR Honda       | Honda CBR600RR      | 18   | +1:06.378 | 16º     | 3     |
| 14º  | 91  | Danilo Dell'Omo   | Suriano Racing           | Triumph Daytona 675 | 18   | +1:12.983 | 22º     | 2     |
| 15º  | 10  | Imre Tóth         | Hungary Toth             | Honda CBR600RR      | 18   | +1:21.663 | 23º     | 1     |
| 16º  | 5   | Alexander Lundh   | Cresto Guide Racing      | Honda CBR600RR      | 18   | +1:23.068 | 14º     |       |
| 17º  | 114 | Roman Stamm       | MACH Racing              | Honda CBR600RR      | 18   | +1:36.654 | 21º     |       |
| 18º  | 33  | Yves Polzer       | MRC Austria              | Yamaha YZF R6       | 18   | +2:02.621 | 26º     |       |
| 19º  | 19  | Mitchell Pirotta  | KUJA Racing              | Honda CBR600RR      | 18   | +2:05.646 | 27º     |       |
| 20º  | 24  | Eduard Blokhin    | RivaMoto                 | Yamaha YZF R6       | 17   | +1 giro   | 28º     |       |

### Ritirati
| Nº | Pilota            | Squadra               | Motocicletta        | Giri | Griglia |
| -- | ----------------- | --------------------- | ------------------- | ---- | ------- |
| 23 | Broc Parkes       | Kawasaki Motocard.com | Kawasaki ZX-6R      | 15   | 1º      |
| 9  | Luca Scassa       | Yamaha ParkinGO       | Yamaha YZF R6       | 14   | 5º      |
| 69 | Ondřej Ježek      | SMS Racing            | Honda CBR600RR      | 13   | 18º     |
| 34 | Ronan Quarmby     | Suriano Racing        | Triumph Daytona 675 | 12   | 19º     |
| 31 | Vittorio Iannuzzo | Lorenzini by Leoni    | Kawasaki ZX-6R      | 11   | 13º     |
| 25 | Marko Jerman      | MD Team Jerman        | Triumph Daytona 675 | 10   | 25º     |
| 87 | Luca Marconi      | Bike Service R.T.     | Yamaha YZF R6       | 3    | 20º     |
| 77 | James Ellison     | Bogdanka PTR Honda    | Honda CBR600RR      | 2    | 8º      |

### Non qualificato
| Nº | Pilota        | Squadra  | Motocicletta  |
| -- | ------------- | -------- | ------------- |
| 73 | Oleg Pozdneev | RivaMoto | Yamaha YZF R6 |

## Superstock
La pole position è stata fatta segnare da Danilo Petrucci in 2:01.161, mentre Niccolò Canepa ha effettuato il giro più veloce in gara, in 2:01.565.

### Arrivati al traguardo
| Pos. | Nº  | Pilota              | Squadra                  | Motocicletta    | Giri | Tempo     | Griglia | Punti |
| ---- | --- | ------------------- | ------------------------ | --------------- | ---- | --------- | ------- | ----- |
| 1º   | 34  | Davide Giugliano    | Althea Racing            | Ducati 1098R    | 12   | 24:25.762 | 3º      | 25    |
| 2º   | 87  | Lorenzo Zanetti     | BMW Motorrad Italia      | BMW S1000 RR    | 12   | +1.078    | 2º      | 20    |
| 3º   | 9   | Danilo Petrucci     | Barni Racing             | Ducati 1098R    | 12   | +2.785    | 1º      | 16    |
| 4º   | 59  | Niccolò Canepa      | Lazio MotorSport         | Ducati 1098R    | 12   | +2.790    | 4º      | 13    |
| 5º   | 20  | Sylvain Barrier     | BMW Motorrad Italia      | BMW S1000 RR    | 12   | +8.806    | 5º      | 11    |
| 6º   | 8   | Andrea Antonelli    | Team Lorini              | Honda CBR1000RR | 12   | +16.656   | 6º      | 10    |
| 7º   | 21  | Markus Reiterberger | Garnier Alpha Racing     | BMW S1000 RR    | 12   | +16.881   | 9º      | 9     |
| 8º   | 67  | Bryan Staring       | Team Pedercini           | Kawasaki ZX-10R | 12   | +20.834   | 11º     | 8     |
| 9º   | 14  | Lorenzo Baroni      | Althea Racing            | Ducati 1098R    | 12   | +27.850   | 8º      | 7     |
| 10º  | 15  | Fabio Massei        | Team Piellemoto          | BMW S1000 RR    | 12   | +28.011   | 13º     | 6     |
| 11º  | 11  | Jérémy Guarnoni     | MRS Yamaha Racing France | Yamaha YZF R1   | 12   | +28.428   | 15º     | 5     |
| 12º  | 47  | Eddi La Marra       | Team Lorini              | Honda CBR1000RR | 12   | +36.245   | 14º     | 4     |
| 13º  | 55  | Tomáš Svitok        | SK Energy                | Ducati 1098R    | 12   | +37.959   | 17º     | 3     |
| 14º  | 36  | Leandro Mercado     | Team Pedercini           | Kawasaki ZX-10R | 12   | +38.019   | 12º     | 2     |
| 15º  | 39  | Randy Pagaud        | Garnier Racing           | BMW S1000 RR    | 12   | +38.419   | 16º     | 1     |
| 16º  | 5   | Marco Bussolotti    | Pedercini Team           | Kawasaki ZX-10R | 12   | +40.154   | 18º     |       |
| 17º  | 93  | Matthieu Lussiana   | Team ASPI                | BMW S1000 RR    | 12   | +47.322   | 22º     |       |
| 18º  | 29  | Daniele Beretta     | Lorini Team              | Honda CBR1000RR | 12   | +52.717   | 21º     |       |
| 19º  | 120 | Marcin Walkowiak    | Bogdanka PTR Honda       | Honda CBR1000RR | 12   | +59.145   | 24º     |       |
| 20º  | 40  | Alen Győrfi         | Adrenalin H-Moto         | Honda CBR1000RR | 12   | +59.204   | 25º     |       |
| 21º  | 27  | Thomas Caiani       | BWG Racing Kawasaki      | Kawasaki ZX-10R | 12   | +59.424   | 26º     |       |
| 22º  | 71  | Roy ten Napel       | Domburg Racing           | Honda CBR1000RR | 12   | +59.796   | 20º     |       |
| 23º  | 111 | Pere Tutusaus       | Goeleven                 | Kawasaki ZX-10R | 12   | +1:06.387 | 23º     |       |
| 24º  | 141 | Sérgio Batista      | J A R Racing             | Kawasaki ZX-10R | 12   | +1:27.562 | 29º     |       |
| 25º  | 30  | Bogdan Vrajitoru    | C.S.M. Bucharest         | Yamaha YZF R1   | 12   | +1:29.130 | 28º     |       |

### Ritirati
| Nº | Pilota           | Squadra            | Motocicletta    | Giri | Griglia |
| -- | ---------------- | ------------------ | --------------- | ---- | ------- |
| 6  | Lorenzo Savadori | Lorenzini by Leoni | Kawasaki ZX-10R | 8    | 10º     |
| 32 | Sheridan Morais  | Lorenzini by Leoni | Kawasaki ZX-10R | 1    | 7º      |
| 86 | Beau Beaton      | Garnier Racing     | BMW S1000 RR    | 1    | 19º     |

### Non partito
| Nº | Pilota         | Squadra  | Motocicletta    | Griglia |
| -- | -------------- | -------- | --------------- | ------- |
| 12 | Nico Vivarelli | Goeleven | Kawasaki ZX-10R | 27º     |